# FYSAM Auto Decorative
Die FYSAM Auto Decorative GmbH (ehemals SAM Automotive Group) ist ein deutscher Automobilzulieferer mit Sitz in Steinheim am Albuch, der Dachrelingsysteme und Aluminiumzierleisten für mehrere Automobilmarken herstellt. Das Unternehmen unterhält Standorte in Steinheim am Albuch, Böhmenkirch und Laichingen sowie Puebla in Mexiko und Veľký Krtíš in der Slowakei.

## Geschichte
Im Februar 2016 wurde die bis dahin bestehende Binder-Gruppe durch die Beteiligungsgesellschaft Bregal Unternehmerkapital, die der Brenninkmeijer-Familie gehört, übernommen. Durch eine Umfirmierung entstand aus der Binder-Gruppe die SAM Automotive Group (kurz für Süddeutsche Aluminium Manufaktur). Im Jahr 2018 ging SAM Automotive insolvent. Die insolvente Unternehmensgruppe wurde 2019 vom chinesischen Autoglashersteller Fuyao Glass Group Industries übernommen und in FYSAM Auto Decorative umbenannt. In den Jahren 2018 und 2020 kam es zu Großbränden auf Werksflächen des Unternehmens in Böhmenkirch. Im Frühjahr 2018 brannte eine Galvanikanlage und im April 2020 brach ein Feuer im Bereich der Schlosserei aus und zerstörte eine Werkshalle.

## Kritik und Ermittlungen
Die Gewerkschaft IG Metall kritisiert geringe Löhne und unzureichende Arbeitsschutzbedingungen, seitens der Belegschaft kam es Ende September 2021 zu einem Warnstreik. Seit November 2021 ermittelt die Staatsanwaltschaft Ellwangen wegen des Verdachts der Schwarzarbeit. So sollen chinesische Beschäftigte sieben Tage pro Woche und bis zu mehr als zehn Stunden täglich beschäftigt worden sein.
Im September 2023 berichtete die Heidenheimer Zeitung, dass die Staatsanwaltschaft in Ellwangen weiterhin ermittelt. Gegen einen Mitarbeiter des Unternehmens wurde vom Amtsgericht Heidenheim ein Strafbefehl beantragt.